# Grand Albert

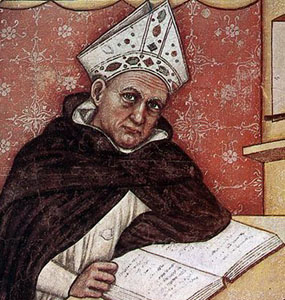
Albertus Magnus, fresque de Tommaso da Modena (1332), Trévise.

Le Grand Albert est un grimoire, un célèbre livre de magie populaire, en latin, attribué à tort au théologien et philosophe Albert le Grand (vers 1200-1280). Commencé peut-être vers 1245, il reçoit sa forme définitive vers 1580, et son édition française classique date de 1703.      
Son titre entier est : Liber Secretorum Alberti Magni de virtutibus herbarum, lapidum et animalium quorumdam : « Livre des secrets d'Albert le Grand sur les vertus des herbes, des pierres et de certains animaux ». Il est aussi connu sous les noms de Les Secrets d’Albert, Secreta Alberti et Experimenta Alberti .      
Suivant le bibliographe Jean-Charles Brunet : « C'est parmi les livres populaires, le plus célèbre. Il est tout naturel que le Livre des Secrets ait été attribué à Albert le Grand, car ce docteur, très savant pour son époque, eut, parmi ses contemporains, la réputation d'être sorcier. » 
Ce livre est souvent accompagné d'un autre, qui lui est similaire : le Petit Albert, paru en 1668. Son titre est Alberti Parvi Lucii Libellus Mirabilibus Naturae Arcanis, « Livre des merveilleux secrets du Petit Albert ». On y trouve des recettes prises chez Jérôme Cardan (De Subtilitate, 1552), G. Della Porta (Magia naturalis, 1598), un chapitre original sur les talismans.

## Composition du livre
Dans une version traditionnelle française, Les Admirables Secrets d'Albert le Grand, qui date de 1703, à Cologne, on trouve les parties suivantes :
« Épitre ». « Avis au lecteur ». « La pensée du prince des philosophes (Aristote) ». Ajouté en 1703 au noyau du XIIIe s.
1. Livre I. « Des secrets des femmes » (De secretis mulierum) [1]. Selon A. Colson (1880)[2] il s'agit de notes prises à un cours d'Albert le Grand vers 1245-1248 sur l'embryologie et la gynécologie, qui deviendra le livre IX du De animalibus (1258) d'Albert le Grand. Ajouté au Grand Albert primitif, en 1580, par l'éditeur Joannes Quadrat. Il porte sur la génération de l'embryon, sur les influences célestes, sur les signes de grossesse. Il parle crûment de la sexualité féminine. Extraits : « Le corps est créé et formé de l'embryon par les effets et les opérations des étoiles [astres] que l'on appelle planètes… Si le ventre se grossit et devient rond du côté droit, c'est un garçon ». Deux versions existent, l'une brève (De regimine sanitatis. Le guide de santé), par Jean de Séville Hispalenis (vers 1145), l'autre longue, par Philippe de Tripoli (vers 1250).
2. Livre II. « Le livre de la réunion » (Liber aggregationis). C'est le noyau du Grand Albert ou Secreta Alberti. Il comprend deux parties : « Des vertus des plantes… », « Des merveilles du monde ».
  1. « Des vertus des plantes, des pierres et de certains animaux » (De virtutibus herbarum, lapidum et animalium qurundam) ou « Expériences d'Albert » (Experimenta Alberti). On a là des morceaux d'Albert le Grand (dont le De mineralibus, 1256) ou - selon Thorndike - de dominicains, rassemblés sur le thème des puissances occultes. Extraits : « La septième [herbe] est de Vénus, on l'appelle « pisterion » ou « verveine », sa racine mise sur le cou guérit les écrouelles, les parotides, les ulcères et la perte d'urine… Si on veut devenir sage et ne faire point de folies, on n'a qu'à prendre une pierre qui se nomme « chrysolite » ».
  2. « Des merveilles du monde » (De mirabilibus mundi). Il s'agit de citations venant d'œuvres grecques, arabes, juives, qui pourraient remonter aux recensions d'Albert le Grand, grand lecteur. Extraits : « Tout ce que l'on appelle 'chose merveilleuse et surnaturelle' et que l'on nomme vulgairement 'magie' vient des affections de la volonté ou de quelque influence céleste à certaines heures particulières… Tout être communique à toutes les choses auxquelles on le joint ses vertus et ses propriétés naturelles, comme on le voit dans le lion, qui est un animal intrépide et naturellement hardi, car si quelqu'un porte sur soi son œil ou son cœur ou bien la peau qui est entre ses deux yeux, il deviendra courageux, intrépide et donnera de la terreur à tous les autres animaux. »
3. Livre III.
  1. « Des secrets merveilleux et naturels ». C'est une utilisation de l'Histoire naturelle de Pline l'Ancien, donnant des recettes magiques dans son fameux livre XXX sur la magie et la pharmacopée occulte. Ajouté en 1500 (par l'éditeur Bernard du Mont du Chat), en 1604 (par l'éditeur Oudot) et en 1703 (par l'éditeur Le Dispensateur des secrets).
  2. « Des vertus et propriétés de plusieurs sortes de fientes ». Ce chapitre contient des extraits de Dioscoride, Galien, Paul d'Égine sur les vertus occultes de certains excréments, boues, suie… Ajouté en 1703.
  3. « Secrets éprouvés pour manier plusieurs métaux ». Ajouté en 1703. Extrait : « Pour rendre plus durs des couteaux, des fermoirs, etc. Faites refroidir vos couteaux dans de la moelle de cheval. »
4. Livre IV. « Des secrets de la nature » (De secretis naturae), de Michael Scot (1175-1236). Ce livre comprend deux parties : « Physiognomonie » (Physiognomonia) et « De la procréation chez l'homme » (De hominis procreatione). Ajouté en 1580 (par l'éditeur Quadrat) et en 1703.
  1. « De la physionomie » (Physiognomonia, av. 1230).
  2. « Des jours heureux ou malheureux ». Ce traité offre un almanach. Ajouté en 1703.
  3. « Des fièvres malignes ». Ajouté en 1703. Ce livre prend des éléments chez Serenus Sammonicus, médecin du IIIe s.
  4. « Le régime de vie » (Regimen vitae). Ajouté dès le XVIe s. au « Des secrets des femmes ». Ce traité est attribué à Benedictus Canuti, évêque en 1461.

## Histoire du livre
Le noyau du livre a été écrit au XIIIe siècle. L'histoire de l'édition et des différents titres est une aventure. 
La première édition latine connue remonte à 1493 : Albertus Magnus, Liber aggregationis, seu Liber secretorum de virtutibus herbarum lapidum et animalium quorundam. De mirabilibus mundi. 
La première traduction en français remonte à 1500 environ, à Turin : Le Grand Albert des Secrets des vertus des herbes, pierres, bêtes. Et autre Livre des merveilles du monde, aucuns effets causés d'aucunes bêtes. Item il est de nouveau adjouté un traité de Pline déterminant des secrets et merveilles d'aucunes choses naturelles.
En 1580, Joannes Quadrat ajoute au noyau deux traités : De secretis mulierum (Des secrets des femmes) ainsi que De secretis naturae (Des secrets de la nature) ou Physiognomonia de Michael Scot. 
L'édition de Jean Oudot (dans la Bibliothèque bleue), en 1604, ajoute des recettes (Autres recettes excellentes de Dioscoride et autres auteurs).  
La partie intitulée Des secrets des femmes a été mise à l'Index en 1604.
Les éditions classiques en français sont celles des années 1703, avec des illustrations des frères Beringos : Les Admirables Secrets d'Albert le Grand, contenant plusieurs traités sur la conception des femmes, des vertus des herbes, des pierres précieuses, et des animaux, augmentés d'un Abrégé curieux de la physionomie, et d'un Préservatif contre la peste, les fièvres malignes, les poisons et l'infection de l'air. On voit qu'il existe un noyau du XIIIe s. : [1] Des vertus des herbes et [2] Des merveilles du monde, noyau auquel s'ajoutent [3] en 1500 le traité de Pline sur les Secrets merveilleux et naturels, [4] en 1580 Des secrets des femmes, et [5] le traité de Michael Scot sur la physiognomonie, [6] au XVIe s. Du régime de vie, [7] en 1604 Secrets éprouvés pour manier plusieurs métaux, [8] en 1703 Des vertus et propriétés de plusieurs sortes de fientes, [9] Des jours heureux ou malheureux, [10] Des fièvres malignes.
Le livre est censuré indirectement de 1793 à 1815 quand la littérature de colportage est interdite. À partir de 1850, le Grand et le Petit sont publiés ensemble : La Grande et Véritable Science cabalistique contenant : 1) Le Grand Albert, ses secrets merveilleux, 2) Les secrets mystiques de la magie naturelle du Petit Albert, 3) Le Dragon Rouge. Il se produit alors « un phénomène d'édition d'une dimension considérable, qui a cependant échappé aux études savantes. Vendus par colportage, ils font la fortune de leurs diffuseurs : 400 000 exemplaires par an rien qu'en Ardenne belge [selon Seignolle]. Cela veut dire que pratiquement chaque famille en a un, malgré les cris de fureur des curés. » Titre : Admirables secrets du Grand et du Petit Albert.
Comme le titre a un effet attractif, on trouve des succédanés, jusqu'à aujourd'hui, par exemple L'Albert moderne (1768) ou Le Grand Albert du XXIe siècle. Ces vieilles recettes magiques qui fonctionnent encore de J.-L. Caradeau (2002).

### Le texte
- Extraits en ligne du Grand Albert
- Bernard Husson (édi.) : Le Grand et le Petit Albert, Paris, Pierre Belfond, coll. "Sciences secrètes", 1970, p. 59-187.
- Claude Seignolle (édi.) : Les Évangiles du diable. Le Grand et le Petit Albert, Paris, Robert Laffont, coll. "Bouquins", 1999, 1050 p., p. 687-806 (Le Grand Albert), 807-895 (Secrets merveilleux de la magie naturelle et cabalistique du Petit Albert). Pas de commentaire, mais la version la plus longue en français.
- Émile Sentier (édi.) : Le Grand et le Petit Albert, Paris, Trajectoire, 1999.
- Isabelle Draelants, Le 'Liber de virtutibus herbarum, lapidum et animalium (Liber aggregationis)'. Un texte à succès attribué à Albert le Grand, Florence, Edizioni del Galluzzo, 2007, 492 p.
- Albert De Groot, Claude Seignolle, Bernard Husson (préfacier), Le Grand et le Petit Albert, Paris, Le pré aux clercs, 2008, 557 p.

### Les études
(par ordre alphabétique)
- Lise Andries et Geneviève Bollème, La Bibliothèque bleue. Littérature de colportage, Robert Laffont, coll. "Bouquins", 1024 p.
- Isabelle Draelants et A. Sannino, "Albertinisme et hermétisme dans une anthologie en faveur de la magie, le Liber aggregationis : prospective", in F. Daelemans, J.M. Duvosquel, R. Halleux, D. Juste (éds.), Mélanges offerts à Hossam Elkhadem par ses amis et ses élèves, Bruxelles, 2007 (Archives et Bibliothèques de Belgique, numéro spécial 83), p. 223-255.
- Bernard Husson, préface au Grand et au Petit Albert, Paris, Pierre Belfond, 1970, p. 7-58.
- Lynn Thorndike, History of Magic and Experimental Science, New York, t. II, 1926, chap. 63, pp. 720-750.
- Lynn Thorndike, "Further Consideration of the 'Experimenta', 'Speculum Astronomiae', and 'De Secretis Mulierum' Ascribed to Albertus Magnus", Speculum, Cambridge (Mass.), Medieval Academy of America, Vol. 30, No. 3 (Jul., 1955), pp. 413-443.
- Georges Vergnes, Ces livres qui font peur. Du 'Grand Albert' au 'Dragon rouge' , Paris, Robert Laffont, 1982.